# Hetepheres I.
| Htp · t · p | Hr · r | s |

| Htp · t · p | Hr · r | s |

Hetepheres I. byla egyptská královna během 4. dynastie (cca 2600 př. n. l.).
Hetepheres I. byla manželkou faraona Snofrua a matkou krále Chufua. Je možné, že byla jen vedlejší manželkou Snofrua a její význam vzrostl až poté, co její syn nastoupil na trůn. Byla babičkou králů Radžedefa a Rachefa a královny Hetepheres II.
Hetepheres I. zemřela pravděpodobně za vlády svého syna Chufua.  

## Hrobka

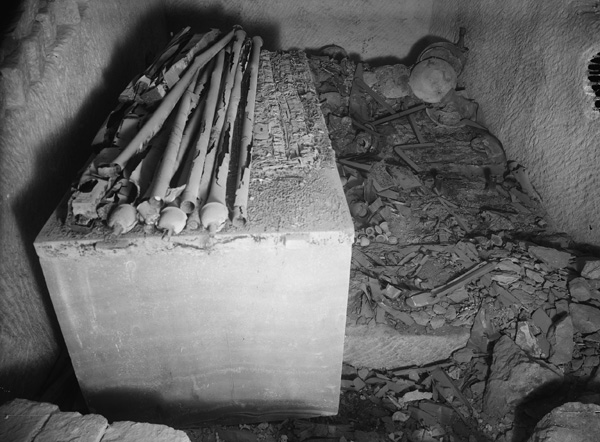
Hrobka G 7000X královny Hetepheres I., pohřební komora – pohled na jih (1926)

Na východ od Chufuovy pyramidy nalezl George Andrew Reisner skrytou šachtu G 7000X, v níž se nacházel pohřební nábytek a šperky, které patřily královně Hetepheres I. Raisner dospěl k závěru, že Hetepheres I. byla původně pohřbena v jiné hrobce, a jelikož ta byla vyloupena, byla Hetepheres I. znovu pohřbena v této skryté hrobce. V roce 1927 otevřeli sargofág, a ačkoliv byl neporušený, žádné tělo v něm překvapivě nebylo nalezeno. O jejím místě pohřbení je mnoho teorií:
- Reisner předpokládal, že byla Hetepheres původně pohřbena poblíž pyramidy Snofrua v Dahšúru, ale hrobka byla krátce po jejím pohřbu vyloupena. Je možné, že lupiči otevřeli sarkofág a ukradli mumii. Úředníci, kteří byli odpovědní za její hrobku, snažíce se vyhnout faraonovu hněvu, možná řekli Chufuovi, že se mumie stále nachází nepoškozená v sargofágu. Chufu pak nařídil sarkofág a veškerou pohřební výbavu přemístit do nové skryté hrobky (G 7000X) nacházející se v Gíze poblíž jeho vlastní pyramidy.[4][7]

- Mark Lehner[p 2]  považoval hrobku G 7000X za první hrobku královny Hetepheres I. a později byla podle něj přemístěna do pyramidy G1-a.

- Třetí možností je, že G 7000X měla být její jediná hrobka. Je možné, že nad touto šachtovou hrobkou měla být původně ještě nadstavba v podobě pyramidy. Její mumie mohla ale být ukradena krátce po pohřbení.[7]

- Podle Zahi Hawasse byla Hetepheres I. původně pohřbena v G1-a (jedné ze tří malých pyramid poblíž té Chufuovy) a poté, co byla tato hrobka vykradena, byla pro královnu vykopána nová šachta. Stalo se to zásluhou Hemiuna prince synovce sloužícího jako vezír faraonovi Chufuovi, který nechal v Gíze vykopat šachtu (hloubka ~ 27 m), do které pak pietně  pohřební výbavu z hrobky Heteperes uložil.[8]

## Pohřební výbava

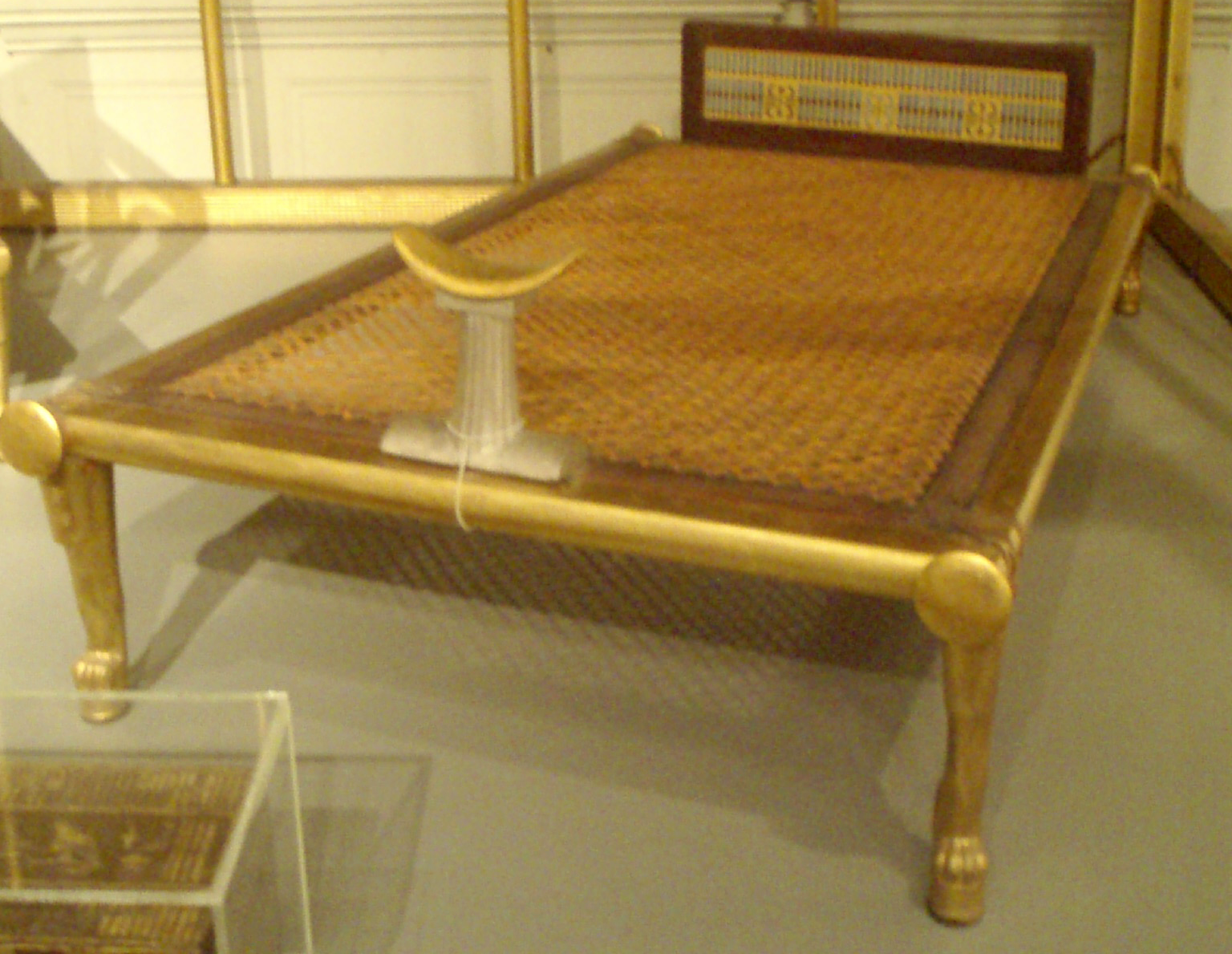
Kopie královské postele s opěrkou hlavy (podhlavničkou) z hrobky Hetepheres I. (délka postele je 177 centimetrů)

V šachtové hrobce G 7000X byl objeven početný pohřební nábytek. Přestože sarkofág zůstal nedotčený a neporušený, mumie královny Hetepheres chyběla. Kanopická truhla v její hrobce je jedna z nejstarších známých. Je rozdělená na čtyři přihrádky (jako kanopy) a každá obsahovala její mumifikované orgány.
Obsah hrobky nám poskytuje mnoho podrobností o způsobu života v královské rodině za 4. dynastie.
Pohřební výbava v G 7000X obsahovala následující předměty:
- Baldachýn pokrytý zlatem
- Postel se stupátkem pokrytá zlatem, v káhirském muzeu Ent. 53261 (obnoveno).
- Křeslo zdobené v podobě papyru, pokryté zlatem

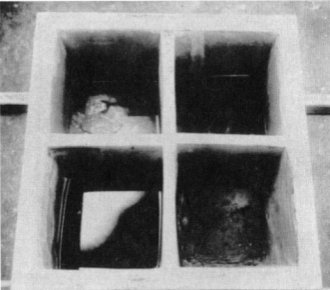
Kanopická truhla z G 7000X

- Kanopická truhla z G 7000XKřeslo zdobené v podobě symbolů bohyně Neit  pokryté zlatem[12]
- Nosítka pokrytá zlatem
- Zbytky tubulárního koženého pouzdra - obsahující dvě dlouhé holínky pokryté zlatým žebrovaným pouzdrem a dřevěnou hůlkou s vykládanou ozdobou mincí, v káhirském muzeu. (89619 aab).
- Truhla se znakem Mina pokrytá zlatem.
- Alabastrový sargofág (prázdný)
- Alabastrová kanopická truhla (s mumifikovanými orgány)